# Zvíkov (district de Český Krumlov)
Pour les articles homonymes, voir Zvíkov.
Zvíkov (en allemand : Zwickau) est une commune du district de Český Krumlov, dans la région de Bohême-du-Sud, en République tchèque. Sa population s'élevait à 103 habitants en 2020.

## Géographie
Zvíkov se trouve à 10 km à l'est de Český Krumlov, à 20 km au sud de České Budějovice et à 142 km au sud de Prague.
La commune est limitée par Velešín au nord, par Netřebice à l'est et au sud, et par Zubčice à l'ouest.

## Histoire
La première mention écrite du village, sous le nom de Zwiekow, date de 1371.